# 金銮—白沙罗大道
八打灵在也疏散大道（PDLE）或金銮—白沙罗大道（KIDEX）或是一个位于巴生谷的大道计划，全长 14.9-（9.3-英里） 。原计划衔接新巴生河流域大道至金銮，并缩短白沙罗至金銮25%的距离，并将减少蒲种至灵市5%的车流。2015年2月16日因当地居民的抗议而被雪兰莪州政府宣布取消。

## 特征
- 高架高速公路
- 沿线设有七处交流道：Damansara-NKVE, Bandar Utama, Damansara-Sprint, Federal Highway FHR2, Taman Dato Harun-NPE, Kinrara-KESAS and Kinrara–Bukit Jalil Highway.
- 设有三座收费站Damansara-NKVE (PLUS), Section 17 and Taman Dato' Harun.
- 分隔车道

## 后续
2023年6月，该项目的特许经营商PJD Link (M) Sdn Bhd与中国冶金科工集团公司（MCC）位于大马的海外子公司MCC Overseas (M) Sdn Bhd签署了9.22亿令吉的融资协议。
2023年7月31日，雪兰莪州政府不打算继续该项目，并决定拒绝八打灵再也疏散大道（PJD Link Expressway）开发商的项目申请。